# Michel Mauléart Monton
Michel Mauléart Monton, né en 1855 à La Nouvelle-Orléans et mort en 1898, est un musicien, pianiste et compositeur haïtien.

## Biographie
Michel Mauléart Monton est né en Louisiane, d'un père haïtien et d'une mère américaine. Son père s'appelait Émilien Monton et avait émigré vers la Louisiane où il était tailleur. Pour des raisons familiales, Michel Mauléart Monton fut élevé à Haïti par sa grande sœur, Odila Monton, qui possédait un magasin dans la rue du Magasin de l'État à Port-au-Prince. Par la suite, il a suivi des cours de musique avec M. Toureau Lechaud qui lui enseigna le piano.
Son style musical était un condensé d'influences multiples, un creuset musical dans lequel il puisa le charme de la riche nature tropicale d'Haïti, le surréalisme et un mélange de la musique africaine de la religion haïtienne, le vaudou, et de la musique classique européenne. Il combina ces diverses influences pour composer de nombreux morceaux musicaux.
Michel Mauléart Monton est surtout connu pour avoir mis en musique, sur un air de méringue, un poème d'Oswald Durand, Choucoune, que le poète haïtien avait écrit dix ans plus tôt en 1883. Cette chanson fut jouée en public pour la première fois à Port-au-Prince le 14 mai 1893, sur un rythme de méringue lent et léger qui reçut le surnom de « Ti zwazo » ou « Ti zwezo » (en français : Petits oiseaux). Choucoune fut un succès immédiat tant en Haïti qu'à l'étranger et fut reprise dans les années 1950 aux États-Unis sous le nom de « Yellow birds »  (« Oiseaux jaunes » d'après son surnom « Petits oiseaux »). 

## Œuvres
Michel Mauléart Monton composa notamment des polkas et des méringues.
- Choucoune ;
- La Polka des tailleurs ;
- L'Amour et l'argent ;
- P'tit Pierre ;
- Les P'tits Suye pye du jeudi (danse des petits souliers aux pieds du jeudi).

## Sources
- Historique de la chanson Choucoune avec biographie succincte de Michel Mauléart Monton
- Choucoune ou le vol qualifié d'un joyau national